# バンガナパッレ
バンガナパッレ（テルグ語：బనగానపల్లె、英語：Banganapalle）は、インドのアーンドラ・プラデーシュ州、カルヌール県の都市。バンガナパッリ（Banganapalli）とも呼ばれる。マンゴーの産地としても有名である。

## 歴史
1601年、ビジャープル王イブラーヒーム・アーディル・シャー2世はナンダ・チャクラヴァルティーからバンガナパッレの城を占領し、信頼する将軍シッドゥ・サンバルに預けた。
その支配は1665年まで続いたが、その後はビジャープルの家臣ファイズ・アリー・ハーンがこの地をジャーギールとした。
1686年、ビジャープル王国はムガル帝国に滅ぼされたが、ファイズ・アリー・ハーンは母方の叔父ムバーリズ・ハーンが帝国の将軍であったため、事なきを得た。
その後、18世紀にはマイソール王国のハイダル・アリーやティプー・スルターンの侵略もあったため、イギリスの保護下に入った。

## 地理
バンガナパッレ北緯15度19分00秒 東経78度14分00秒 / 北緯15.3167度 東経78.2333度は位置している。